# Liste d'œuvres d'art public dans l'Aisne
Cet article vise à recenser les œuvres d'art dans l'espace public dans le département de l'Aisne, en France.

## Liste
Les œuvres sont classées par ordre alphabétique de communes et, au sein de celles-ci, par ordre chronologique d'installation, dans la mesure des informations disponibles.

### Sculptures
| Œuvre                                                    | Auteur                         | Commune              | Localisation                                                                  | Notes | Installation | Coordonnées                      | Illustration |
| -------------------------------------------------------- | ------------------------------ | -------------------- | ----------------------------------------------------------------------------- | --- | ------------ | -------------------------------- | --- |
| Buste de Jules Deguise,                                  | À déterminer                   | Bohain-en-Vermandois | Dans le bois des Berceaux, rue Paulin Pecqueux                                | | À déterminer | à géolocaliser                   | Image manquante |
| Buste d'Henri Matisse                                    | Silviane Léger                 | Bohain-en-Vermandois | Intersection de la rue Paulin-Pecqueux et de la rue Pierre-Lescot             | Représente Henri Matisse. | 2007         | 49° 59′ 17″ nord, 3° 27′ 08″ est | Image manquante |
| Statue de Napoléon Ier                                   | Georges Thurotte               | Bouconville-Vauclair | Chemin de Vauclerc à Craonnelle, près du chemin des Dames                     | Représente Napoléon Ier. | À déterminer | 49° 26′ 24″ nord, 3° 45′ 53″ est | Statue de Napoléon Ier |
| Passage                                                  | Antony Gormley                 | Caumont              | À déterminer                                                                  | | 2000         | 49° 38′ 00″ nord, 3° 10′ 27″ est | Image manquante |
| Statue de Jean de La Fontaine                            | Charles-René Laitié            | Château-Thierry      | Sur la place Jean-de-la-Fontaine                                              | Représente Jean de La Fontaine. | 1822         | 49° 02′ 40″ nord, 3° 24′ 11″ est | Statue de Jean de La Fontaine |
| Naïades                                                  | Denis Gelin                    | Château-Thierry      | Sur la place Jean-de-la-Fontaine                                              | | 1952         | 49° 02′ 39″ nord, 3° 24′ 12″ est | Naïades |
| Retour des champs                                        | Achille Jacopin                | Château-Thierry      | Dans le jardin des Petits Prés                                                | | À déterminer | à géolocaliser                   | Image manquante |
| Monument à Jean Moulin                                   | À déterminer                   | Château-Thierry      | À déterminer                                                                  | Représente Jean Moulin. | À déterminer | à géolocaliser                   | Monument à Jean Moulin |
| La grâce plus belle encore que la beauté                 | Nathalie Talec                 | Château-Thierry      | Entre l'avenue Jules Lefebvre et la Marne, près de la capitainerie            | | 2021         | à géolocaliser                   | Image manquante |
| Ils n'ont pas choisi leur sépulture                      | Haïm Kern                      | Craonne              | Plateau de Californie                                                         | | 1998         | 49° 26′ 52″ nord, 3° 47′ 02″ est | Image manquante |
| Vierge à l'enfant                                        | À déterminer                   | Guignicourt          | À déterminer                                                                  | | À déterminer | 49° 26′ 02″ nord, 3° 57′ 39″ est | Vierge à l'enfant |
| Statue de Camille Desmoulins,                            | Adolphe Charlet                | Guise                | Sur la place d'Armes                                                          | Représente Camille Desmoulins. L'originale réalisée par Amédée Doublemard en 1890 est fondue par les autorités allemandes pendant la Première Guerre mondiale. Une statue de remplacement réalisée par Félix Charpentier est installée en 1923. Elle est fondue sous le régime de Vichy, dans le cadre de la mobilisation des métaux non ferreux. | 1949         | 49° 54′ 00″ nord, 3° 37′ 39″ est | Statue de Camille Desmoulins |
| Statue de Jean-Baptiste André Godin,                     | Félix Charpentier              | Guise                | Sur la place centrale du familistère                                          | Représente Jean-Baptiste André Godin. L'originale de 1889 réalisée par Amédée Doublemard et Tony Noël est fondue par les autorités allemandes en 1918. | 1922         | 49° 54′ 15″ nord, 3° 37′ 32″ est | Statue de Jean-Baptiste André Godin |
| Monument à Jean-Baptiste André Godin,                    | Félix Charpentier              | Guise                | Dans le jardin d'agrément du Familistère (d)                                  | Représente Jean-Baptiste André Godin. Les ornements originaux de 1889 réalisé par Tony Noël sont fondu par les autorités allemandes pendant la Première Guerre mondiale. | 1922         | 49° 54′ 24″ nord, 3° 37′ 33″ est | Monument à Jean-Baptiste André Godin |
| Amalthée et la chèvre de Jupiter                         | Copie d'après Pierre Julien    | Guise                | Dans le jardin d'agrément du Familistère (d)                                  | Représente Amalthée. | À déterminer | à géolocaliser                   | Amalthée et la chèvre de Jupiter(en) « Amalthée et la chèvre de Jupiter à Guise », sur René et Peter van der Krogt                                                                     |
| Buste de Marie-Adèle Moret                               | Amédée Doublemard et Tony Noël | Guise                | Près de l'entrée du familistère                                               | | 1889         | 49° 54′ 13″ nord, 3° 37′ 32″ est | Buste de Marie-Adèle Moret |
| Sans titre                                               | Patrick Saytour                | Hirson               | Sur la place Victor-Hugo                                                      | | 1990         | 49° 55′ 29″ nord, 4° 04′ 53″ est | Image manquante |
| L'Artilleur                                              | Auguste Arnaud                 | La Fère              | Rue du Général de Gaulle, près de la caserne du quartier Drouot               | Érigé entre 1854 et 1856 sur une pile du pont de l'Alma à Paris. Retiré entre 1970 et 1974. | 1974         | à géolocaliser                   | L'Artilleur |
| Statue de Racine                                         | Pierre-Jean David d'Angers     | La Ferté-Milon       | À déterminer                                                                  | Inscrit MH (1932). |              | 49° 10′ 33″ nord, 3° 07′ 34″ est | Statue de Racine |
| Statue de Racine enfant,                                 | À déterminer                   | La Ferté-Milon       | Sur la place Jean Racine                                                      | Représente Jean Racine. L'originale réalisée en bronze par Louis-Auguste Hiolin, puis Jean-Bernard Descomps en 1910 est fondue sous le régime de Vichy, dans le cadre de la mobilisation des métaux non ferreux. | 1992         | à géolocaliser                   | Statue de Racine enfant« Monument à Racine enfant à La Ferté-Milon », sur À nos grands hommes,« Monument à Racine enfant à La Ferté-Milon », sur e-monumen                             |
| Monument aux instituteurs Debordeaux, Poulette et Leroy, | Jean Carlus                    | Laon                 | Dans la cour de l'école normale d'instituteurs, au 25 avenue de la République | L'originale de 1899 est fondue par les autorités allemandes pendant la Première Guerre mondiale. | 1929         | 49° 33′ 33″ nord, 3° 36′ 45″ est | Monument aux instituteurs Debordeaux, Poulette et Leroy |
| Monument à Jacques Marquette                             | Jean Topin                     | Laon                 | Dans le square du Père-Marquette                                              | Représente Jacques Marquette. | 1937         | 49° 33′ 55″ nord, 3° 37′ 11″ est | Monument à Jacques Marquette |
| Monument à Jean de Lattre de Tassigny                    | Pierre Turin                   | Laon                 | Dans le square Rhin-et-Danube                                                 | Représente Jean de Lattre de Tassigny. | À déterminer | 49° 33′ 59″ nord, 3° 37′ 50″ est | Image manquante |
| Statue de Jeanne d'Arc                                   | À déterminer                   | Liesse-Notre-Dame    | À déterminer                                                                  | Représente Jeanne d'Arc. | À déterminer | 49° 36′ 37″ nord, 3° 48′ 21″ est | Statue de Jeanne d'Arc |
| Buste de Léon Lhermitte                                  | Gaston-Auguste Schweitzer      | Mont-Saint-Père      | Intersection de la rue Léon Lhermite et du chemin Vert                        | Représente Léon Lhermitte. | 1928         | à géolocaliser                   | Image manquante |
| Monument à Joost Van Vollenhoven                         | Anna Quinquaud                 | Montgobert           | Au bord de la RD 2                                                            | Représente Joost Van Vollenhoven. L'original de 1938 est martelé par les Allemands en 1941. | 1954         | 49° 16′ 32″ nord, 3° 11′ 46″ est | Image manquante |
| Monument à Émile Driant                                  | À déterminer                   | Neufchâtel-sur-Aisne | À déterminer                                                                  | Représente Émile Driant. | À déterminer | 49° 25′ 58″ nord, 4° 01′ 52″ est | Monument à Émile Driant |
| Grâce                                                    | À déterminer                   | Prémontré            | Abbaye de Prémontré                                                           | | À déterminer | à géolocaliser                   | Image manquante |
| Buste d'Eugène Tricoteaux,                               | Ernest Diosi                   | Saint-Quentin        | Sur la place André-Baudez                                                     | Représente Eugène Tricoteaux. L'original de 1935 est fondu sous le régime de Vichy, dans le cadre de la mobilisation des métaux non ferreux. | 1954         | à géolocaliser                   | Buste d'Eugène Tricoteaux« Monument à Romain Tricoteaux à Saint-Quentin », sur À nos grands hommes,« Monument à Romain Tricoteaux à Saint-Quentin », sur e-monumen                     |
| Statue d'Albert Ier                                      | Ernest-Charles Diosi           | Saint-Quentin        | Sur la place du 8-Octobre                                                     | Représente Albert Ier. | 1936         | 49° 50′ 33″ nord, 3° 17′ 41″ est | Statue d'Albert Ier de Belgique |
| Buste de Quentin de La Tour,                             | Gabriel Girodon                | Saint-Quentin        | Dans les jardins du musée, rue Antoine Lécuyer                                | Représente Quentin de La Tour. Remplace l'original érigé dans le square Saint-Quentin, près de la rue Fréreuse en 1933, fondu sous le régime de Vichy, dans le cadre de la mobilisation des métaux non ferreux.. | 1978         | à géolocaliser                   | Buste de Quentin de La Tour« Monument à Maurice Quentin de La Tour à Saint-Quentin », sur À nos grands hommes,« Monument à Maurice Quentin de La Tour à Saint-Quentin », sur e-monumen |
| Buste d'Émile Mullot                                     | À déterminer                   | Soissons             | Dans le jardin de l'Hôtel-de-Ville                                            | | 1908         | à géolocaliser                   | Image manquante |
| Monument à Pierre Pillot                                 | A. Dolle                       | Soissons             | Dans le square Pillot                                                         | | 1908         | à géolocaliser                   | Image manquante |
| Monument à Guy de Lubersac                               | Jean et Joël Martel            | Soissons             | Sur la place Saint-Christophe                                                 | Représente Guy de Lubersac. | 1935         | 49° 22′ 57″ nord, 3° 19′ 15″ est | Image manquante |
| Buste de Pascal Ceccaldi,                                | À déterminer                   | Vervins              | Sur la place Papillon                                                         | Représente Pascal Ceccaldi. | 1964         | 49° 49′ 59″ nord, 3° 54′ 10″ est | Image manquante |
| Statue d'Alexandre Dumas,                                | Pierre Bouret                  | Villers-Cotterêts    | Sur la place du Docteur Mouflier                                              | Représente Alexandre Dumas. L'originale réalisée par Albert-Ernest Carrier-Belleuse en 1885 est fondue sous le régime de Vichy, dans le cadre de la mobilisation des métaux non ferreux. | À déterminer | 49° 15′ 16″ nord, 3° 05′ 26″ est | Statue d'Alexandre Dumas |
| Diane chasseresse                                        | Jean-Jacques Ducel             | Villers-Cotterêts    | Rue Léveillé                                                                  | Représente Diane. | À déterminer | 49° 15′ 11″ nord, 3° 05′ 34″ est | Image manquante |

### Monuments pour une bataille ou un événement
| Œuvre                                                 | Auteur               | Commune                | Localisation                                                                | Notes                                                                           | Installation | Coordonnées                      | Illustration                                          |
| ----------------------------------------------------- | -------------------- | ---------------------- | --------------------------------------------------------------------------- | ------------------------------------------------------------------------------- | ------------ | -------------------------------- | ----------------------------------------------------- |
| Borne Vauthier n°1                                    | Paul Moreau-Vauthier | Château-Thierry        | Au bord du rond-point de l'avenue Jules Lefebvre et de l'avenue de Soissons | Indique l'avance extrême des armées allemandes lors de la bataille de la Marne. | 1921         | à géolocaliser                   | Borne Vauthier n°1                                    |
| Monument commémoratif de la bataille de Saint-Quentin | À déterminer         | Montescourt-Lizerolles | Au bord de la RD 1                                                          | Commémore la bataille de Saint-Quentin.                                         | À déterminer | à géolocaliser                   | Monument commémoratif de la bataille de Saint-Quentin |
| Monument à la Défense de 1557                         | Corneille Theunissen | Saint-Quentin          | Sur le rond-point de la place du 8-Octobre                                  | Commémore la bataille de Saint-Quentin. Érigé devant l'hôtel de ville en 1897.  | 1989         | 49° 50′ 32″ nord, 3° 17′ 42″ est | Monument à la Défense de 1557                         |
| Monument à la bataille de Tergnier                    | À déterminer         | Tergnier               | À déterminer                                                                |                                                                                 | À déterminer | à géolocaliser                   | Monument à la bataille de Tergnier                    |

### Fontaines
| Œuvre                                            | Auteur                  | Commune              | Localisation                                                                         | Notes | Installation | Coordonnées                      | Illustration                                                       |
| ------------------------------------------------ | ----------------------- | -------------------- | ------------------------------------------------------------------------------------ | --- | ------------ | -------------------------------- | ------------------------------------------------------------------ |
| Fontaine                                         | À déterminer            | Berrieux             | À déterminer                                                                         | | À déterminer | à géolocaliser                   | Fontaine                                                           |
| Lion,                                            | À déterminer            | Bohain-en-Vermandois | Intersection de la rue du Château (RD 960) et de la ruelle Bellevue                  | Érigé au Quinze-Pas. Volée en 2002. Une copie réalisée à partir de l'exemplaire de Rupt-sur-Saône est installée[Quand ?].                                                                  | À déterminer | 49° 59′ 12″ nord, 3° 27′ 25″ est | Lion                                                               |
| Fontaine de Gerbrois / statue de Diane de Gabies | Copie d'après Praxitèle | Château-Thierry      | Sur la place de Gerbrois, au bord de la rue Saint-Martin                             | | À déterminer | 49° 02′ 42″ nord, 3° 23′ 44″ est | Image manquante                                                    |
| Fontaine Viard                                   | À déterminer            | Château-Thierry      | Dans le jardin des Petits-Prés                                                       | Également appelée L'Été ou L'Abondance. Érigée avenue Joussaume-Latour en 1865. | À déterminer | 49° 02′ 44″ nord, 3° 24′ 23″ est | Image manquante                                                    |
| Fontaine                                         | À déterminer            | Château-Thierry      | À déterminer                                                                         | | À déterminer | à géolocaliser                   | Fontaine                                                           |
| Fontaine                                         | À déterminer            | Château-Thierry      | Sur la place de l'Hôtel de ville, entre la Grande rue et la rue du Général de Gaulle | | À déterminer | 49° 02′ 43″ nord, 3° 24′ 09″ est | Fontaine                                                           |
| Fontaine Saint Jean-Baptiste                     | À déterminer            | Jaulgonne            | À déterminer                                                                         | Représente Jean le Baptiste | À déterminer | à géolocaliser                   | Fontaine Saint Jean-Baptiste                                       |
| Fontaine                                         | À déterminer            | Origny-en-Thiérache  | À déterminer                                                                         | | À déterminer | à géolocaliser                   | Fontaine                                                           |
| Fontaine Paringault,                             | Ernest Diosi            | Saint-Quentin        | Sur la place La Fayette                                                              | Également appelée Fontaine aux grenouilles. Le buste et les ornements originaux réalisés en 1899 par Gillain sont fondus par les autorités allemandes pendant la Première Guerre mondiale. | 1933         | 49° 51′ 04″ nord, 3° 17′ 14″ est | Image manquante                                                    |
| Ondine (fontaine)                                | Jules Blanchard         | Soissons             | Sur la grand-Place                                                                   | Les ornements en bronze sont fondus sous le régime de Vichy, dans le cadre de la mobilisation des métaux non ferreux.                                                                      | 1881         | à géolocaliser                   | Ondine (fontaine)« Fontaine, ou Ondine à Soissons », sur e-monumen |
| Fontaine                                         | À déterminer            | Soissons             | Sur la place Mantoue                                                                 | | À déterminer | à géolocaliser                   | Fontaine                                                           |

### Œuvres disparues ou retirées
| Œuvre                                                                                    | Auteur                         | Commune       | Localisation                          | Notes | Installation | Coordonnées                      | Illustration |
| ---------------------------------------------------------------------------------------- | ------------------------------ | ------------- | ------------------------------------- | --- | ------------ | -------------------------------- | --- |
| Statue du maréchal Sérurier,                                                             | Amédée Doublemard              | Laon          | Sur la promenade de la Couloire       | Représentait Jean Mathieu Philibert Sérurier. Remplaçait l'originale érigée sur la place de l'hôtel de ville en 1863, fondue par les autorités allemandes pendant la Première Guerre mondiale. Fondue sous le régime de Vichy, dans le cadre de la mobilisation des métaux non ferreux. Le piédestal est resté vide. | 1934         | 49° 33′ 47″ nord, 3° 37′ 45″ est | Image manquante |
| Statue de Maurice Quentin de La Tour,                                                    | Charles-Antoine-Armand Lenglet | Saint-Quentin | Sur la place Saint-Quentin            | Représentait Quentin de La Tour. Fondue par les autorités allemandes pendant la Première Guerre mondiale. Le piédestal trop endommagé par les bombardements est retiré[Quand ?]. Un buste de remplacement réalisée par Gabriel Girodon est érigé en 1933 dans le square Saint-Quentin, près de la rue Fréreuse.      | 1856         | 49° 50′ 59″ nord, 3° 17′ 05″ est | Image manquante |
| Le Défi,                                                                                 | Léon-Alexandre Delhomme        | Saint-Quentin | Dans le jardin d'Horticulture         | Fondue par les autorités allemandes pendant la Première Guerre mondiale. | 1879         | 49° 51′ 07″ nord, 3° 17′ 25″ est | Le Défi |
| La Défense de Saint-Quentin (monument aux morts de 1870),                                | Louis-Ernest Barrias           | Saint-Quentin | Sur la place du 8-Octobre             | Fondu par les autorités allemandes pendant la Première Guerre mondiale. Le piédestal resté vide est retiré en 1929, entreposé dans les magasins municipaux, puis détruit[Quand ?]. Le monument à la Défense de 1557 est érigé à son emplacement en 1989.                                                             | 1881         | 49° 50′ 31″ nord, 3° 17′ 42″ est | Monument aux morts de 1870 |
| Statue d'Henri Martin,                                                                   | Ernest Diosi                   | Saint-Quentin | Devant le lycée, place Édouard Branly | Représentait Henri Martin. Remplaçait l'originale de 1887 réalisée par Anatole Marquet de Vasselot, fondue par les autorités allemandes pendant la Première Guerre mondiale. Fondue sous le régime de Vichy, dans le cadre de la mobilisation des métaux non ferreux. Le piédestal est resté vide.                   | 1933         | 49° 50′ 56″ nord, 3° 17′ 01″ est | Image manquante |
| Les quatre statues allégoriques du pont de l'Isle : L'Escaut, L'Oise, La Seine, La Somme | Corneille Theunissen           | Saint-Quentin | Sur le pont d'Isle                    | Fondues par les autorités allemandes pendant la Première Guerre mondiale. | 1907         | 49° 50′ 29″ nord, 3° 17′ 47″ est | Les quatre statues allégoriques du pont de l'Isle« Le pont du canal, Saint-Quentin », sur Villes et Pays d'art et d'histoire Hauts-de-France : L'Escaut« L'Escaut à Saint-Quentin », sur À nos grands hommes, L'Oise« L'Oise à Saint-Quentin », sur À nos grands hommes, La Seine« La Seine à Saint-Quentin », sur À nos grands hommes, La Somme« La Somme à Saint-Quentin », sur À nos grands hommes |